# Ágasvár
Ágasvár är ett berg i Ungern.   Det ligger i provinsen Nógrád, i den norra delen av landet, 80 km nordost om huvudstaden Budapest. Toppen på Ágasvár är 742 meter över havet.
Terrängen runt Ágasvár är huvudsakligen kuperad, men norrut är den platt.Runt Ágasvár är det ganska tätbefolkat, med 56 invånare per kvadratkilometer. Närmaste större samhälle är Parádsasvár, 11,2 km öster om Ágasvár. I omgivningarna runt Ágasvár växer i huvudsak lövfällande lövskog.